# 112.ª sessão do Comitê Olímpico Internacional
A 112ª Sessão do Comitê Olímpico Internacional ocorreu em Moscou, na Rússia, de 13 a 16 de julho de 2001. Durante as reuniões, Pequim foi eleita cidade-sede dos Jogos Olímpicos de Verão de 2008. Dias depois, o belga Jacques Rogge foi eleito Presidente do COI, sucedendo ao espanhol Juan Antonio Samaranch.